# صالح‌آباد (کامیاران)
صالح‌آباد (کامیاران)، روستایی از توابع بخش موچش شهرستان کامیاران در استان کردستان ایران است.

## جمعیت
این روستا در دهستان سورسور قرار دارد و براساس سرشماری مرکز آمار ایران در سال ۱۳۸۵، جمعیت آن ۳۱ نفر (۹خانوار) بوده‌است.